# Dougouri-Ouidi
Dougouri-Ouidi est une localité du Burkina Faso située dans le département de Ouindigui, la province du Loroum et la région du Nord.

## Population
Lors du recensement de 2006, on y a dénombré 2 299 habitants.

## Éducation
En 2016-2017, la localité possède deux écoles primaires publiques.